# Gorni Podłog
Gorni Podłog (maced. Горни Подлог) – wieś w północno-wschodniej Macedonii Północnej, w gminie Koczani.